# Viðreisn
Viðreisn ist eine isländische politische Partei mit liberaler und EU-freundlicher Ausrichtung. Der Name der Partei wird meist als Reform übersetzt, andere Übersetzungen sind Umbau, Regeneration, Wiederherstellung oder Genugtuung. Die Partei selbst bezeichnet sich auf der englischen Fassung ihrer Website auch als Liberal Reform Party. Die Partei wurde 2016 gegründet ist seit der Parlamentswahl in Island 2016 im isländischen Parlament Althing vertreten. Ihr Parteibuchstabe ist C.

## Geschichte
Bereits im Juni 2014 wurde eine Versammlung durchgeführt, um die Gründung einer neuen Partei vorzubereiten, der offizielle Gründungsakt fand jedoch erst am 24. Mai 2016 statt. Mit der früheren Unabhängigkeitspartei-Vizevorsitzenden Þorgerður Katrín Gunnarsdóttir und dem früheren Premierminister Þorsteinn Pálsson haben prominente Exponenten der liberal-konservativen Unabhängigkeitspartei zu Viðreisn gewechselt und die Partei wurde in den Medien als Abspaltung der Unabhängigkeitspartei beschrieben, wobei diese Wahrnehmung vom Parteipräsidenten Benedikt Jóhannesson anlässlich der Gründung jedoch zurückgewiesen wurde. Als Motivation für die Entstehung von Viðreisn gilt die Rücknahme des Antrages auf einen Beitritt Islands zur Europäischen Union, welche von der isländischen Regierung bereits 2013 angekündigt und im März 2015 umgesetzt wurde, ohne dazu wie früher versprochen eine Volksabstimmung durchgeführt zu haben.
Da in der Parlamentswahl vom 29. Oktober 2016 weder die regierende Koalition aus Unabhängigkeitspartei und Fortschrittspartei noch das Mitte-links-Bündnis der vier Oppositionsparteien Links-Grüne Bewegung, Píratar, Björt framtíð und Allianz eine Regierungsmehrheit erzielen konnte, galt Viðreisn, die sieben Sitze erringen konnte, als mögliches Zünglein an der Waage bzw. „Königsmacher“. Im Jahre 2017 war sie an einer kurzlebigen Koalitionsregierung aus Unabhängigkeitspartei, Viðreisn und Björt framtíð beteiligt. Dem Kabinett Bjarni Benediktsson (2017) gehörten mit Benedikt Jóhannesson (Finanzen), Þorsteinn Víglundsson (Soziales und Gleichberechtigung) sowie Þorgerður Katrín Gunnarsdóttir (Fischerei und Landwirtschaft) drei Vertreter von Viðreisn an. Am 11. Oktober 2017 löste Þorgerður Katrín Gunnarsdóttir den bisherigen Parteivorsitzenden Benedikt Jóhannesson ab.
Bei der vorgezogenen Parlamentswahl vom 28. Oktober 2017 erhielt die Partei 6,69 % der Stimmen und damit noch vier Sitze im Althing. 
Nach der Parlamentswahl vom 25. September 2021 hatte die Partei mit einem Stimmenanteil von 8,3 % neu 5 Sitze inne. Bei der vorgezogenen Wahl vom 30. November 2024 konnte die Partei ihren Anteil auf 15,8 % der Stimmen und 11 Sitze im Althing steigern, womit sie zur drittstärksten Kraft nach der sozialdemokratischen Allianz und der Unabhängigkeitspartei wurde. Seit dem 21. Dezember ist die Partei mit vier Ministerposten im Kabinett Kristrún Frostadóttir vertreten.

## Programm
In ihrem Parteiprogramm spricht sich die Partei für soziale Gerechtigkeit, verantwortungsvolle Nutzung natürlicher Ressourcen und die Kooperation mit der westlichen Welt aus. Sie fordert eine unverzügliche Volksabstimmung über die Wiederaufnahme von Beitrittsverhandlungen mit der EU. Danach soll im Falle erfolgreicher Verhandlungen erneut über den Beitritt abgestimmt werden. Viðreisn fordert auch, die Reform der isländischen Verfassung abzuschließen und der Bevölkerung damit Instrumente direkter Demokratie in die Hand zu geben. Die Regierung müsse ihren Informationspflichten nachkommen.